# インディアナ (ペンシルベニア州インディアナ郡)
インディアナ（英: Indiana）は、アメリカ合衆国ペンシルベニア州にある町（ボロ）。インディアナ郡の郡庁所在地である。人口は1万4044人（2020年）。2013年からピッツバーグ都市圏に属している。昔からピッツバーグ・メディア市場には属していた。インディアナ郡のみで構成するインディアナ都市圏の中核である。
インディアナ・ボロとその地域は全体として、ここで全米クリスマスツリー生育者協会が設立されたので、「世界のクリスマスツリー首都」を標榜している、地域には現在も非常に多くのクリスマスツリー農場がある。インディアナで最大の雇用主はペンシルベニア州立大学インディアナ校であり、州内高等教育システム14校の中でも最大である。

## 歴史
1874年から1946年、インディアナで新聞「インディアナ・ウィークリー・メッセンジャー」が発刊されていた。
インディアナ中心街歴史地区は1993年にアメリカ合衆国国家歴史登録財に指定された。他にもブリーズデール、バッファロー・ロチェスター・アンド・ピッツバーグ鉄道インディアナ旅客駅、サイラス・M・クラーク邸、グラフのマーケット、ジェイムズ・ミッチェル邸、旧インディアナ郡庁舎、インディアナ・ボロ1912年行政ビル、インディアナ武器庫、旧インディアナ郡監獄と保安官事務所、ジョン・サットン・ホールが指定されている。

## 経済
長い間、町の主要産業は石炭の採掘だったが、20世紀の後半に炭鉱が閉鎖されていくと、地域は経済的な困難さを味わうようになった。天然ガスの探索と採掘がいくらか景気を回復させ、アメリカ合衆国でも最大の民間掘削会社S・W・ジャック・ドリリング会社がインディアナにある。町の一員として他にも多くの生産やサービスの会社があり、S&Tバンコープ Inc.、ファースト・コモンウェルス・フィナンシャル・コーポレーション、シューピアリア・ウェル・サービシズ Inc.等が著名であり、町の大きさを考えると特徴的である。国内最大級の独立系保険会社レシニ・グループは、1938年に国内初の女性保険エージェント、ローズ・レシニによって始められた。
町の南部の大きな部分と大学に接している部分は、コバルチク・サルベージ会社が占めている。この土地を近年、大学が購入し、町の中で最大の目障りと考えられるものの一部を活性化させる計画がある。コバルチクは大量の鉄道廃棄物とアルミニウムを持っている。
2008年12月時点でコバルチク・サルベージ会社が保有する廃棄物の約50%は処分されるか移動され、公衆の目には入らなくなった。

## 著名な出身者

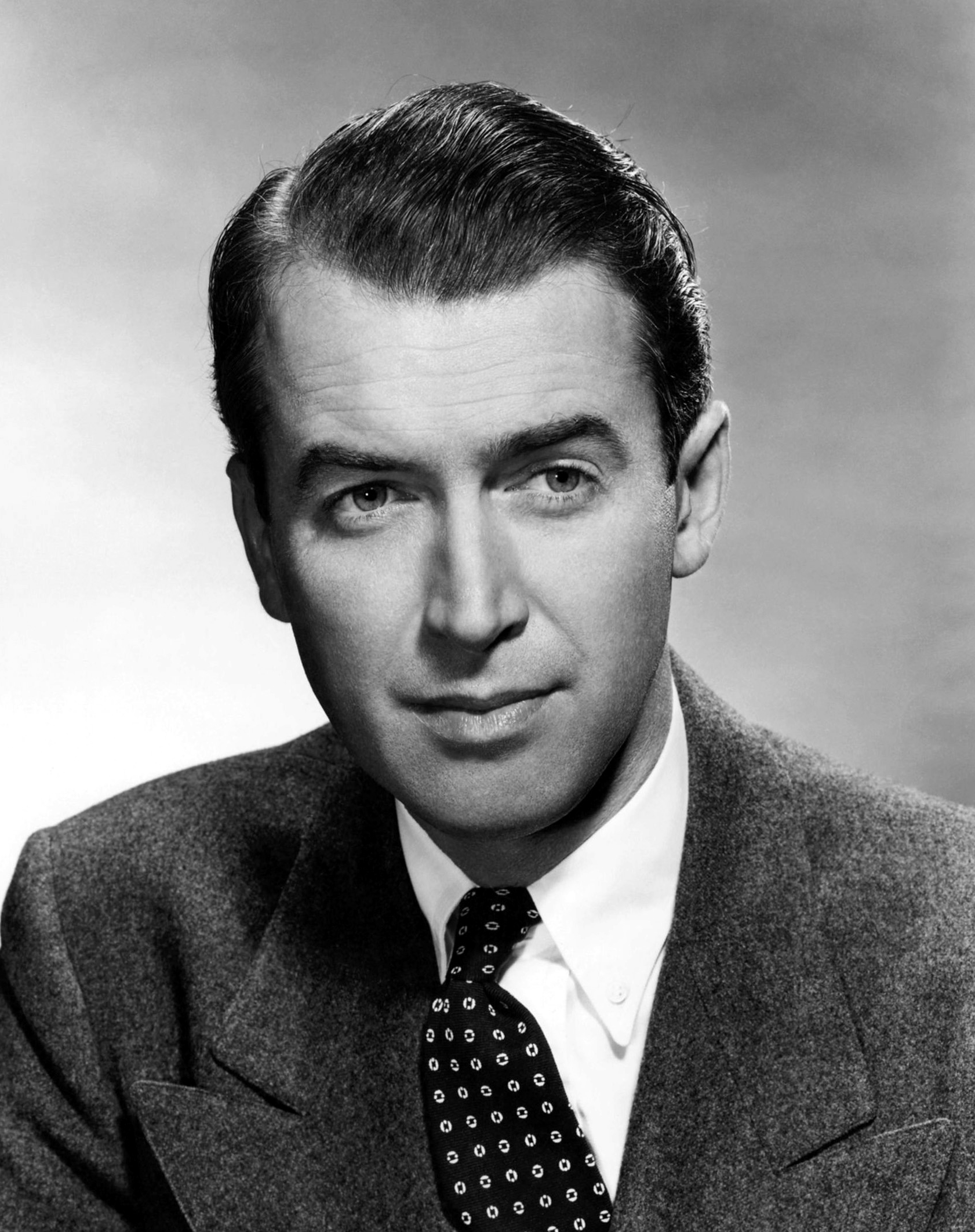
ジェームズ・ステュアート (俳優) (1948年)

俳優のジェームズ・ステュアート（1908年-1997年）は、インディアナで生まれ育った。7番通り北104が生誕場所だった。高校を卒業したときに土地を離れたという事実があるにも拘わらず、町は常にその経歴を追っており、地元新聞はステュアートの晩年に町に帰って来て住みたいと考えているという噂を定期的に掲載していた。1983年5月20日、ステュアートは町から75歳の誕生日を祝われた。ステュアートが死ぬ前に、その記憶のために地元公共図書館の3階に博物館が開設され、その75歳誕生日に郡庁舎に青銅製彫像が建立された。町は毎年「イッツア・ワンダフル・ライフ」祝日の一部としてジェームズ・ステュアート映画祭を開催している。
20世紀の最も著名であり、悪名も得た環境問題作家のエドワード・アビー（1927年-1989年）はインディアナ病院で生まれ、インディアナとインディアナ郡のソルツバーグ、タノマ、ホームといった町や村で育った。アビーの最初の小説『Jonathan Troy』（1954年）
はその全体がインディアナを思わせる町が舞台であり、また自分で傑作と呼ぶ小説『The Fool's Progress』（1988年）は、この地域で育ったアビーの自叙伝であり、南西部の砂漠で障害の多くを過ごした後で故郷に戻りたいと考えていることを示していた。ノンフィクションの『Appalachian Wilderness』（1970年）はインディアナと故郷を愛情をもって表現している。アビーの生地にはペンシルベニア州の歴史標識が建てられている。
- ルネ・フレミング、ソプラノ歌手、世界中の権威あるオペラハウスで歌ってきた。映画『ロード・オブ・ザ・リングシリーズ』のサウンドトラックにその歌声が収められている

## 地理
インディアナは北緯40度37分16秒 西経79度9分18秒 / 北緯40.62111度 西経79.15500度 (40.621084, -79.154903)に位置している。ボロの周りはホワイト・タウンシップが囲む独立した自治体である。1990年代にボロとタウンシップを合併させる話があったが、実現はしなかった。
アメリカ合衆国国勢調査局に拠れば、領域全面積は1.8平方マイル (4.7 km2) であり、全て陸地である。

## 人口動態
以下は2000年国勢調査による人口統計データである。
| 基礎データ - 人口: 13,975 人（2010年データ） - 世帯数: 4,624 世帯 - 人口密度: 3,267.6人/km2（8,440.0 人/mi2） - 住居数: 5,096 軒 - 住居密度: 1,117.9軒/km2（2,887.6 軒/mi2） 人種別人口構成 - 白人: 91.51% - アフリカン・アメリカン: 5.19% - ネイティブ・アメリカン: 0.07% - アジア人: 1.89% - 太平洋諸島系: 0.02% - その他の人種: 0.44% - 混血: 0.89% - ヒスパニック・ラテン系: 1.20% 年齢別人口構成 - 18歳未満: 8.2% - 18-24歳: 59.4% - 25-44歳: 13.7% - 45-64歳: 10.5% - 65歳以上: 8.2% - 年齢の中央値: 22歳 - 性比（女性100人あたり男性の人口） - 総人口: 83.8 - 18歳以上: 82.3 | 世帯と家族（対世帯数） - 18歳未満の子供がいる: 14.1% - 結婚・同居している夫婦: 26.5% - 未婚・離婚・死別女性が世帯主: 6.1% - 非家族世帯: 65.3% - 単身世帯: 34.1% - 65歳以上の老人1人暮らし: 10.3% - 平均構成人数 - 世帯: 2.29人 - 家族: 2.81人 収入と家計 - 収入の中央値 - 世帯: 21,279米ドル - 家族: 47,768米ドル - 性別 - 男性: 32,333米ドル - 女性: 27,831米ドル - 人口1人あたり収入: 12,317米ドル - 貧困線以下 - 対人口: 44.1% - 対家族数: 11.2% - 18歳未満: 14.3% - 65歳以上: 11.5% |

## 教育

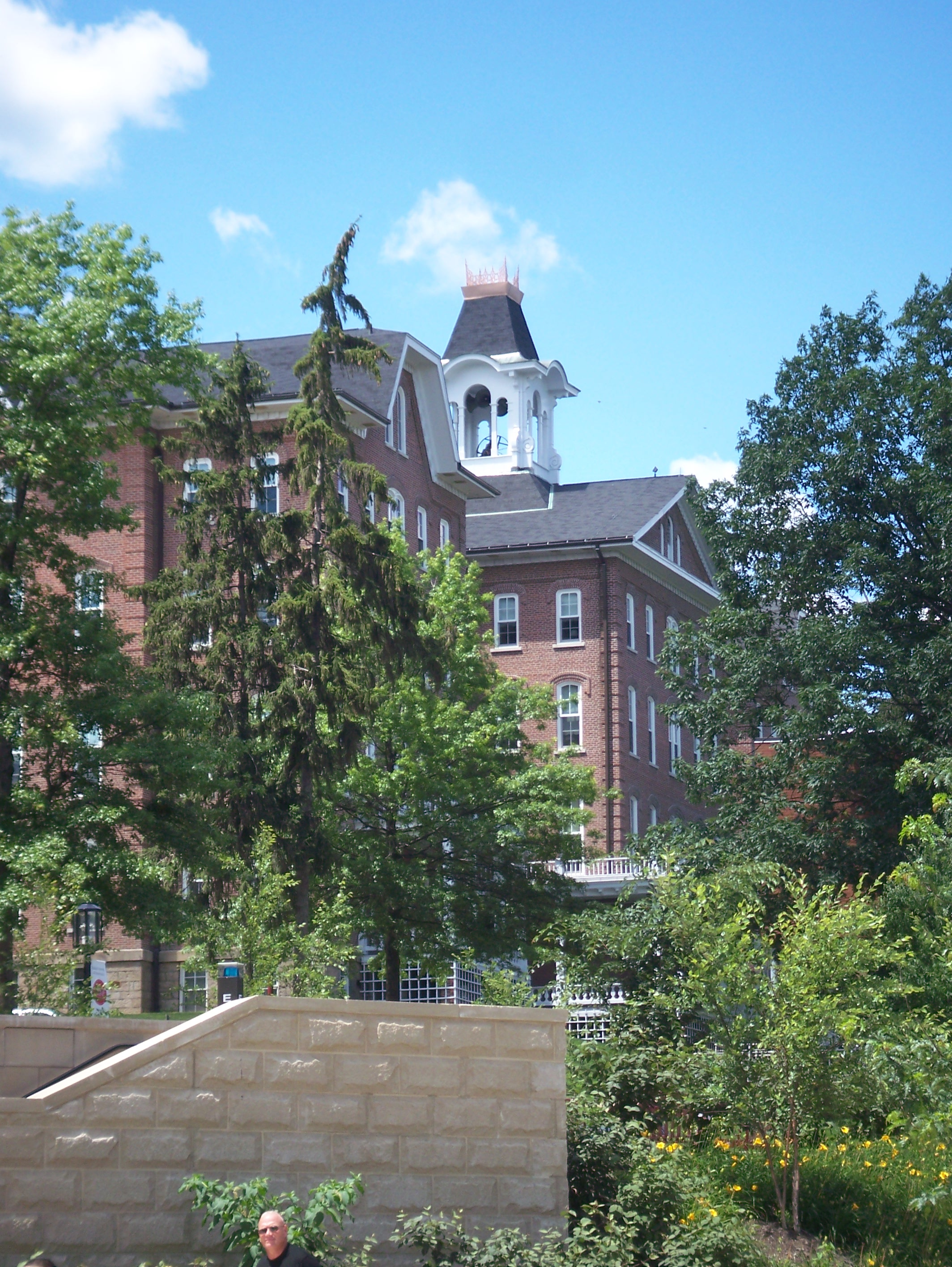
ペンシルベニア州立大学インディアナ校のサットン・ホール

ペンシルベニア州立大学インディアナ校は1875年に設立された公立大学である。100以上の専攻があり、州立大学システムのなかで唯一博士課程がある。
幼稚園から12年生の公共教育はインディアナ地域教育学区が小学校4校、ジュニア高校1校、高校1校（インディアナ地域シニア高校）を管轄しており、その品質を認証されている。カトリック系列ではセントバーナード学校が幼稚園前から6年生を教えている。他の宗派も幾つかの学校を運営している。

## 地元メディア
| FMラジオ局 | FMラジオ局  | FMラジオ局                 | FMラジオ局       | FMラジオ局                           |
| ---------- | ----------- | -------------------------- | ---------------- | ------------------------------------ |
| 識別信号   | 周波数(MHz) | 主たる放送分野             | 所在地           | 所有者                               |
| WFRJ       | 88.9        | 宗教                       | ジョンズタウン   | ファミリー・ステーションズ Inc.      |
| WQEJ       | 89.7        | クラシック                 | ジョンズタウン   | WQED マルティメディア                |
| WIUP       | 90.1        | カレッジ                   | インディアナ     | ペンシルベニア州立大学インディアナ校 |
| WQMU       | 92.5        | ホットAC                   | インディアナ     | セントピア・グループ LLC             |
| WFGI       | 95.5        | カントリー                 | ジョンズタウン   | フォーレバー・ブロードキャスティング |
| WKYE       | 96.5        | 成人コンテンポラリー       | ジョンズタウン   | フォーレバー・ブロードキャスティング |
| WFGY       | 98.1        | カントリー                 | アルトゥーナ     | フォーレバー・ブロードキャスティング |
| WRKW       | 99.1        | ロック                     | イーベンズバーグ | フォーレバー・ブロードキャスティング |
| WDVE       | 102.5       | クラシック・ロック         | ピッツバーグ     | クリアチャンネル                     |
| WFSJ       | 103.7       | キリスト教コンテンポラリー | インディアナ     | ゴッドストック・ミニストリーズ Inc.  |
| WMUG       | 105.1       | 宗教                       | インディアナ     | クリスチャン・ウィットネス Inc.      |
| WLCY       | 106.3       | カントリー                 | ブレアーズビル   | セントピア・グループ LLC             |
| WDSY       | 107.9       | カントリー                 | ピッツバーグ     | CBS ラジオ                           |

| AMラジオ局 | AMラジオ局  | AMラジオ局       | AMラジオ局     | AMラジオ局                                       |
| ---------- | ----------- | ---------------- | -------------- | ------------------------------------------------ |
| 識別信号   | 周波数(kHz) | 主たる放送分野   | 所在地         | 所有者                                           |
| WKHB       | 620         | オールディーズ   | アーウィン     | ブロードキャスト・コミュニケーションズ Inc.      |
| KDKA       | 1020        | ニュースとトーク | ピッツバーグ   | CBS ラジオ                                       |
| WCCS       | 1160        | ニュースとトーク | ホーマーシティ | セントピア・グループ LLC                         |
| WDAD       | 1450        | オールディーズ   | インディアナ   | レンダ・ブロードキャスティング・コーポレーション |

インディアナには週7日発行される新聞「インディアナ・ガゼット」がある。元は「インディアナ・イブニング・ガゼット」だった。インディアナ郡はニールソンの定義するピッツバーグ・メディア市場の一部と考えられるが、住人の多くはジョンズタウン・テレビ局を見ている。